# Лихир (остров)
Лихир (англ. Lihir Island) или Ниолам (англ. Niolam Island) — крупнейший остров архипелага Лихир. Административно относится к провинции Новая Ирландия, Папуа — Новая Гвинея. Составляет 22 км в длину и 14,5 км в ширину. Состоит из комплекса перекрывающих друг друга стратовулканов, конусы которых достигают высоты 700 м над уровнем моря. В настоящее время вулканы не являются активными, хотя геотермальная активность по-прежнему присутствует. Остров находится на месте бывшего преддугового бассейна в зоне субдукции между Тиоокеанской плитой и Северной плитой Бисмарка. Субдукция прекратилась примерно 10 млн лет назад в результате столкновения с плато Онгонг-Ява.
Остров расположен примерно в 900 км к северо-востоку от столицы страны, города Порт-Морсби. Население всего архипелага по данным переписи 2000 года — 12 570 человек; по оценочным данным на 2007 год — около 18 000 человек. Развита золотодобыча (месторождение Лихир — одно из крупнейших в мире по запасам золота). Имеется взлётно-посадочная полоса для небольших самолётов, расположенная в Кунайе, к северу от Лондоловита.